# 蜥齒龍屬
蜥齒龍屬（學名：Varanodon）是盤龍目蜥代龍科的一屬，生存於二疊紀中期的北美洲。蜥齒龍的身長約為1.2到1.4公尺。